# Sophia Nomvete
Sophia Nomvete, née le 19 février 1985 au Royaume-Uni, est une actrice britannique.

## Biographie
Sophia Nomvete est d'origine sud-africaine et iranienne. C'est la nièce de l'actrice Pamela Nomvete. Elle est diplômée des Arts Educational Schools (ArtsEd) de Londres en 2006 avec un Bachelor of Arts en théâtre musical. Elle est mariée à Daniel Cox et a une fille née en 2019/20.
De 2007 à 2018 environ, elle s'est produite dans des productions scéniques. Pour son rôle de Miss Sofia dans la première européenne de la comédie musicale La Couleur prourpre, elle a été nommée pour le Best Supporting Actress Award de WhatsOnStage et le Best Supporting Role in a Musical de l'Evening Standard et de Broadway World. Elle a fait ses débuts d'actrice devant la caméra en 2018 dans le téléfilm spécial The Tempest. Elle est ensuite apparue dans la série télévisée Swashbuckle en 2019. Depuis 2022, elle joue la princesse Disa du royaume de Khazad-dûm, dans la série Le Seigneur des Anneaux : Les Anneaux de Pouvoir. En 2023, Nomvete obtient un rôle principal dans le film Mafia Mamma.

## Théâtre
- 2007 : Fame – The Musical, Manchester Opera House (rôle : Mabel Washington)
- 2009 : England People Very Nice de Richard Bean, National Theatre, London (régie : Nicholas Hytner)
- 2010 : Grimm Tales de Carol Ann Duffy, Library Theatre, Manchester (régie : Rachel O’Riordan)
- 2013 : The Color Purple de Marsha Norman, Menier Chocolate Factory, London (rôle : Sofia ; régie : John Doyle)
- 2015 : As You Like It de William Shakespeare, Shakespeare’s Globe, London (rôle : Audrey ; régie : Blanche McIntyre)
- 2015 : The Heresy of Love de Helen Edmundson, Shakespeare’s Globe, London (régie : John Dove)
- 2016 : Noises Off de Michael Frayn, Nottingham Playhouse (rôle : Brooke ; régie : Blanche McIntyre)
- 2017 : Vice Versa de Plautus, The Swan, Stratford-upon-Avon (rôle : Dexter ; régie : Phil Porter)
- 2017 : The Wizard of Oz de Lyman Frank Baum, Crucible Theatre, Sheffield (rôle : Aunt Em ; régie : Robert Hastie)
- 2018 : Miss Littlewood de Sam Kenyon, The Swan, Stratford-upon-Avon (rôle : Avis Bunnage ; régie : Erica Whyman)
- 2018 : Billionaire Boy de David Walliams, NST City, Southampton (régie : Jon Brittain)

## Filmographie
- 2018 : The Tempest (télévision)
- 2019 : Swashbuckle (en) (série)
- 2022- : Le Seigneur des Anneaux : Les Anneaux de Pouvoir (série) : princesse Disa
- 2023 : Mafia Mamma
- 2023 : Wednesday (série) : Uriah
- 2023 : Baldur's Gate III (jeu vidéo)

## Livres audio
- Pari Thomson : Greenwild. The World Behind the Door. Pan Macmillan, London 2023,  (ISBN 978-1-0350-1576-4).
- Pari Thomson : Greenwild. The City Beyond the Sea. Pan Macmillan, London 2024,  (ISBN 978-1-0350-2117-8).

## Crédit d'auteurs
- (de) Cet article est partiellement ou en totalité issu de l’article de Wikipédia en allemand intitulé « Sophia Nomvete » (voir la liste des auteurs).